# Świdnik
Świdnik is een stad in het Poolse woiwodschap Lublin, gelegen in de powiat Świdnicki. De oppervlakte bedraagt 20,35 km², het inwonertal 40.048 (2005).
De oudste schriftelijke vermelding van de plaats is uit het jaar 1392. Voor de Tweede Wereldoorlog kreeg Świdnik een vliegveld. Vanaf 1951 werden er onderdelen voor de MiG-15 gefabriceerd. In 1956 werd een helikopterfabriek gebouwd, waar de Mil Mi-1-helikopter werd gebouwd. Sinds de jaren tachtig worden er onder de naam PZL-Świdnik Poolse helikopters gebouwd.

## Verkeer en vervoer
- Station Świdnik

## Stedenband
- Aalten (Nederland)